# Nationalturnen
Nationalturnen ist eine nur in der Schweiz betriebene Form des Mehrkampfs. Zu den Disziplinen des Nationalturnens zählen folgende Sparten: Steinheben, Weitsprung, Schnelllauf, Freiübung (Bodenübung), Hochweitsprung, Steinstossen, Ringen und Schwingen. Geturnt werden vier bis zehn Kämpfe, je nach Altersstufe, wobei gewisse Disziplinen wählbar sind.

## Kategorien
An Nationalturntagen wird in den folgenden Kategorien geturnt.
| Kategorie            | Alter       | Abkürzung |
| -------------------- | ----------- | --------- |
| Aktive               | Alter frei  | A         |
| Leistungsklasse 2    | 16–18 Jahre | L2        |
| Leistungsklasse 1    | 14–15 Jahre | L1        |
| Jugendklasse 2       | 12–13 Jahre | J2        |
| Jugendklasse 1       | 10–11 Jahre | J1        |
| Jugendklasse Piccolo | 0–9 Jahre   | JP        |

## Anlässe
Jährlich finden mehrere kantonale Nationalturntage statt. An diesen dürfen Wettkämpfer aus der ganzen Schweiz teilnehmen. Durchgeführt werden diese Anlässe von Teilverbänden des eidgenössischen Nationalturnverbands (ENV). Jährlich wird ein Schweizermeister an der Schweizermeisterschaft im Nationalturnen erkoren. Alle sechs Jahre finden Eidgenössischen Nationalturntage statt. Durchgeführt werden diese beiden Wettkämpfe vom Eidgenössischen Nationalturnverband (ENV) in Zusammenarbeit mit einem Teilverand und einem organisierenden Verein. Im Schweizerischen Turnverband (STV) wird die Sportart Nationalturnen an Turnfesten ausgetragen.

### Schweizermeisterschaften
Seit 1991 findet jährlich die Schweizermeisterschaft im Nationalturnen statt.
| Jahr | Austragungsort   | Sieger           |
| ---- | ---------------- | ---------------- |
| 1991 | Unterkulm        | Betschart Rainer |
| 1992 | Elsau-Räterschen | Betschart Rainer |
| 1993 | Ossingen         | Bachmann Daniel  |
| 1994 | Lachen           | Bachmann Daniel  |
| 1995 | Sulgen           | Anderhub Steve   |
| 1997 | Wimmis           | Schöni Urs       |
| 1998 | Bettlach         | Gee Andreas      |
| 2000 | Kesswil          | Dick Christian   |
| 2003 | Huttwil          | Dick Christian   |
| 2004 | Reichenburg      | Betschart Leo    |
| 2006 | Thayngen         | Betschart Leo    |
| 2008 | Schänis          | Imhof Andi       |
| 2009 | Schaffhausen     | Dick Christian   |
| 2010 | Bilten           | Bieri Christoph  |
| 2012 | Schindellegi     | Imhof Andi       |
| 2013 | Grosswangen      | Suppiger Thomas  |
| 2014 | Reutigen         | Giger Samuel     |
| 2015 | Baar             | Giger Samuel     |
| 2016 | Netstal          | Giger Samuel     |
| 2018 | Alterswilen      | Giger Samuel     |
| 2019 | Grosswangen      | Ettlin Stefan    |
| 2021 | Beckenried       | Imhof Andi       |
| 2022 | Zizers           | Imhof Andi       |

### Eidgenössische Nationalturntage
Seit 1937 finden eidgenössische Nationalturntage statt. Seit 1993 finden die eidgenössischen Nationalturntage regelmässig alle sechs Jahre statt.
| Jahr | Austragungsort     | Sieger              |
| ---- | ------------------ | ------------------- |
| 1937 | Neuenburg          | Lardon Willy        |
| 1942 | Olten              | Stöckli Fritz       |
| 1945 | Solothurn          | Stöckli Fritz       |
| 1949 | Freiburg           | Flach Walter        |
| 1953 | Wangen b. Olten    | Holzherr Eugen      |
| 1957 | Langnau i. E.      | Holzherr Eugen      |
| 1961 | Balgach            | Kobelt Ruedi        |
| 1965 | Grenchen           | Jutzeler Peter      |
| 1969 | Siebnen            | Jutzeler Peter      |
| 1973 | Emmenbrücke        | Ehrensberger Arnold |
| 1976 | Unterentfelden     | Ehrensberger Arnold |
| 1980 | Gampel             | Ehrensberger Arnold |
| 1983 | Willisau           | Rietberger Fritz    |
| 1986 | Münchwilen         | Lüthi Hans          |
| 1988 | Bonaduz            | Lüthi Hans          |
| 1990 | Châtel-Saint-Denis | Bachmann Daniel     |
| 1993 | Wimmis             | Schöni Urs          |
| 1999 | Wangen             | Anderhub Steve      |
| 2005 | Aristau            | Dick Christian      |
| 2011 | Bürglen            | Suppiger Martin     |
| 2017 | Eschenbach         | Imhof Andi          |
| 2023 | Wigoltingen        | Giger Samuel        |

## Bekannte Nationalturner
- Steve Anderhub
- Martin Annen
- Arnold Ehrensberger
- Thomas Ettlin
- Andi Imhof
- Hausi Leutenegger
- Ivo Rüegg
- Samuel Giger

## Weitere Informationen, Links
- Schweizerischer Turnverband (STV), Ressort Nationalturnen
- Eidgenössischer Nationalturnverband (ENV)